# Oskar Homolka
Oskar Homolka (Vienna, 12 agosto 1898 – Royal Tunbridge Wells, 27 gennaio 1978) è stato un attore austriaco naturalizzato statunitense.

## Biografia

### Carriera
Dopo aver servito nell'esercito austro-ungarico durante la prima guerra mondiale, Homolka frequentò la Reale Accademia d'Arte Drammatica di Vienna, e in quella città intraprese la sua carriera teatrale. Si trasferì successivamente a Monaco di Baviera, dove nel 1924 interpretò Mortimer nel dramma The Life of Edward II of England di Bertolt Brecht. Si spostò l'anno successivo a Berlino, dove fu allievo del regista teatrale Max Reinhardt e recitò in diversi film di produzione tedesca tra il 1926 e il 1933.
All'ascesa di Hitler al potere, Homolka lasciò la Germania e si trasferì a Londra, dove continuò la sua carriera teatrale in diverse pièce, tra cui Close Quarters, accanto a Flora Robson. Nel 1936 venne scritturato per il ruolo di protagonista del thriller Sabotaggio di Alfred Hitchcock. Con il suo aspetto truce e malinconico e l'atteggiamento burbero, Homolka interpretò un anarchico che, dietro una facciata rispettabile di gestore di cinema, nasconde la sua reale attività di sabotatore e dinamitardo.
Nel 1940 Homolka si trasferì negli Stati Uniti, diventando uno dei caratteristi più richiesti a Hollywood. Malgrado la sua maschera dai particolari tratti somatici, con sopracciglia folte e sguardo da villain, ebbe successo anche in commedie quali Corrispondente X (1940), accanto a Clark Gable e Hedy Lamarr, e Colpo di fulmine (1941) di Howard Hawks.
Divenuto cittadino statunitense nel 1943, continuò a recitare a Broadway e proseguì la carriera cinematografica a Hollywood in ruoli di carattere, guadagnandosi una candidatura all'Oscar al miglior attore non protagonista per il film Mamma ti ricordo (1948), in cui interpretò il ruolo che già aveva impersonato nella versione teatrale. Durante gli anni cinquanta partecipò a diverse pellicole, come Quando la moglie è in vacanza (1955) di Billy Wilder, il kolossal Guerra e pace (1956) di King Vidor, nella parte del generale Kutuzov, e il dramma Addio alle armi (1957), in cui interpretò il dottor Emerich.
Verso la metà degli anni sessanta Homolka tornò a risiedere in Gran Bretagna e apparve in due pellicole di spionaggio, Funerale a Berlino (1966) e Il cervello da un miliardo di dollari (1967). In entrambi i film interpretò il colonnello sovietico Stok del servizio di spionaggio del KGB, a fianco di Michael Caine nel ruolo di Harry Palmer, agente del Secret Intelligence Service britannico.

### Vita privata
Oskar Homolka si sposò quattro volte. Dopo il primo matrimonio (1928-1937) con l'attrice tedesca Grete Mosheim, l'attore sposò nel 1937 l'attrice ungherese Vally Hatvany, che morì pochi mesi dopo le nozze. Dal terzo matrimonio con la fotografa Florence Meyer, Homolka ebbe due figli, Vincent e Laurence. Dopo il divorzio dalla Meyer, l'attore sposò nel 1949 l'attrice Joan Tetzel.
Homolka morì il 27 gennaio 1978, all'età di 79 anni, per una polmonite, tre mesi dopo la scomparsa della moglie.

## Filmografia parziale

### Cinema
- Die Abenteuer eines Zehnmarkscheines, regia di Berthold Viertel (1926)
- Brennende Grenze, regia di Erich Waschneck (1927)
- Tragedia di prostitute (Dirnentragödie), regia di Bruno Rahn (1927)
- Die heilige Lüge, regia di Holger-Madsen (1927)
- Schinderhannes, regia di Curtis Bernhardt (1928)
- Revolte im Erziehungshaus, regia di Georg Asagaroff (1930)
- Zwischen Nacht und Morgen, regia di Gerhard Lamprecht
- Rhodes of Africa, regia di Berthold Viertel (1936)
- Ombre al confine (Everything is Thunder), regia di Milton Rosmer (1936)
- Sabotaggio (Sabotage), regia di Alfred Hitchcock (1936)
- L'isola delle perle (Ebb Tide), regia di James P. Hogan (1937)
- La taverna dei sette peccati (Seven Sinners), regia di Tay Garnett (1940)
- Corrispondente X (Comrade X), regia di King Vidor (1940)
- La donna invisibile (The Invisible Woman), regia di A. Edward Sutherland (1940)
- Follia (Rage in Heaven), regia di W. S. Van Dyke (1941)
- Colpo di fulmine (Ball of Fire), regia di Howard Hawks (1941)
- Mission to Moscow, regia di Michael Curtiz (1943)
- Hostages, regia di Frank Tuttle (1943)
- Ricatto (The Shop at Sly Corner), regia di George King (1947)
- Mamma ti ricordo (I Remember Mama), regia di George Stevens (1948)
- Anna Lucasta, regia di Irving Rapper (1949)
- La torre bianca (The White Tower), regia di Ted Tetzlaff (1950)
- Der schweigende Mund, regia di Karl Hartl (1951)
- Zitto...e mosca (Top Secret), regia di Mario Zampi (1952)
- The House of the Arrow, regia di Michael Anderson (1953)
- Prisoner ow War, regia di Andrew Marton (1954)
- Quando la moglie è in vacanza (The Seven Year Itch), regia di Billy Wilder (1955)
- Guerra e pace (War and Peace), regia di King Vidor (1956)
- Addio alle armi (A Farewell to Arms), regia di Charles Vidor (1957)
- La chiave (The Key), regia di Carol Reed (1958)
- La tempesta, regia di Alberto Lattuada (1958)
- Mr. Sardonicus, regia di William Castle (1961)
- Venere in pigiama (Boys' Night Out), regia di Michael Gordon (1962)
- Avventura nella fantasia (The Wonderful World of the Brothers Grimm), regia di Henry Levin e George Pal (1962)
- Le lunghe navi (The Long Ships), regia di Jack Cardiff (1964)
- Joy in the Morning, regia di Alex Segal (1965)
- Funerale a Berlino (Funeral in Berlin), regia di Guy Hamilton (1966)
- Cominciò per gioco... (The Happening), regia di Elliot Silverstein (1967)
- Il cervello da un miliardo di dollari (Billion Dollar Brain), regia di Ken Russell (1967)
- Mandato di uccidere (Assignment to Kill), regia di Sheldon Reynolds (1968)
- La pazza di Chaillot (The Madwoman of Chaillot), regia di Bryan Forbes (1969)
- L'esecutore (The Executioner), regia di Sam Wanamaker (1970)
- Song of Norway, regia di Andrew L. Stone (1970)
- Il seme del tamarindo (The Tamarind Seed), regia di Blake Edwards (1974)

### Televisione
- Climax! – serie TV, episodi 3x12 (1957)
- The Kaiser Aluminum Hour – serie TV, episodio 1x20 (1957)
- Alfred Hitchcock presenta (Alfred Hitchcock Presents) – serie TV, episodi 3x06-5x16-5x29 (1957-1960)
- General Electric Theater – serie TV, episodio 8x30 (1960)
- Thriller – serie TV, episodio 2x16 (1962)
- Ben Casey – serie TV, episodio 3x01 (1963)
- La legge di Burke (Burke's Law) – serie TV, episodio 1x15 (1964)
- Gli inafferrabili (The Rogues) – serie TV, episodio 1x11 (1964)
- Gli invincibili (The Protectors) – serie TV, episodio 2x13 (1973)

## Doppiatori italiani
Nelle versioni in italiano dei suoi film, Oskar Homolka è stato doppiato da:
- Mario Besesti in La taverna dei sette peccati, Quando la moglie è in vacanza, Guerra e pace
- Carlo Romano in Colpo di fulmine, La tempesta, Il cervello da un miliardo di dollari
- Bruno Persa in Venere in pigiama, Avventura nella fantasia
- Corrado Racca in Corrispondente X
- Olinto Cristina in Follia (ridoppiaggio)
- Emilio Cigoli in Addio alle armi
- Luigi Pavese in Funerale a Berlino
- Sergio Fiorentini in Il seme del tamarindo
- Glauco Onorato in Sabotaggio (doppiaggio tardivo)
- Francesco Pannofino in Mamma ti ricordo (ridoppiaggio)

## Riconoscimenti
Premi Oscar 1949 – Candidatura all'Oscar al miglior attore non protagonista per Mamma ti ricordo